# The Adventures of Spin and Marty
The Adventures of Spin and Marty est une série télévisée américaine en 25 épisodes de 11 minutes, en noir et blanc, créée d'après le roman Marty Markham de Lawrence Edward Watkin et diffusée entre le 4 novembre et le 9 décembre 1955 sur le réseau ABC dans l'émission The Mickey Mouse Club.
Elle est suivie de The Further Adventures of Spin and Marty en 23 épisodes diffusée entre le 15 novembre et le 17 décembre 1956, et de The New Adventures of Spin and Marty en trente épisodes diffusée de novembre au 13 décembre 1957. Un téléfilm, D'étranges voisins (The New Adventures of Spin and Marty: Suspect Behavior), a été diffusé en 2000.
Cette série est inédite dans tous les pays francophones.

## Synopsis
L'amitié et les aventures de deux jeunes garçons que tout oppose, dans un camp d'équitation durant les vacances d'été. 

## Distribution
- Tim Considine : Spin Evans
- David Stollery (en) : Martin « Marty » Markham
- Harry Carey : Bill Burnett
- Roy Barcroft : Colonel Jim Logan

## Épisodes

### The Adventures of Spin and Marty(1955)
1. The Triple R
2. The Misfit
3. The White Stallion
4. A Froggy Day
5. The Battle
6. A Surprise Decision
7. Homesick
8. Logan's Lesson
9. The Chase
10. Ride-Em-Cowboy
11. The Snipe Hunt
12. The Secret Ride
13. Tragedy!
14. Perkins' Decision
15. Tossing the Calf
16. Rope Artist
17. Nothing Happens on a Sunday
18. Perkins and the Bear
19. Runaway!
20. Haunted Valley
21. The Live Ghost
22. The Big Rodeo
23. Off on the Wrong Foot
24. Sky Rocket's Trick
25. The Last Campfire

### The Further Adventures of Spin and Marty(1956)
1. An Introduction
2. Back to Triple R
3. Orders from Grandmother
4. The First Campfire
5. The Meeting
6. The Wild Stallion
7. Homemade Movies
8. A Social Evening
9. Summer Daze
10. The Rescue
11. Perkins Strikes Back
12. A Dancing Lesson
13. The Wienie Roast
14. Sailor to the Rescue
15. Skyrocket in Trouble
16. The Long Night
17. The Runaway
18. Busy Little Bees
19. The Dance
20. Trouble Ahead
21. At It Again
22. The Swimming Meet
23. The Last Campfire

### The New Adventures of Spin and Marty(1957)
1. An Introduction
2. Back to Triple R
3. Marty's New Jalopy
4. The Big Raid
5. The Searching Party
6. Moochie in Trouble
7. Lost on the Range
8. Moochie's Rescue
9. Horse Meets Lion
10. The Capture of Dynamite
11. Jalopy Trouble
12. The Taming of Dynamite
13. Dynamite Strikes Back
14. Spin Takes Over
15. Moochie Spills the Beans
16. The Mysterious Prowler
17. Darlene Steps In
18. All Hands to the Rescue
19. Pleasant Dreams
20. The Trouble with Robin Hood
21. The Charm Boys
22. The Hunting Song
23. The Rabbit Hunt
24. The Ghost of Anne Bolyn
25. Ambitious Turns Green
26. A Couple of Jokes
27. Spin Walks Out
28. A Sheep in Wolf's Clothing
29. The Big Fight
30. Perkins Saves the Day

## Produits dérivés
BD
Plusieurs BD sont publiées dès les années 1950 aux éditions Dell Comics.
En octobre 1975, une bande dessinée a paru dans le magazine Walt Disney Showcase.
DVD
En décembre 2005, Walt Disney Treasures a mis sur le marché un DVD de la première série, accompagné d'un interview avec les acteurs principaux cinquante ans plus tard.